# 김천애
김천애(金天愛, 일본식 이름: 龍宮天愛, 1919년 ~ 1995년 3월 30일)는 일제강점기, 대한민국의 소프라노 성악가이다.

## 생애
1918년에 태어난 평안남도 강서군 출신이다.
1931년에 평양 정의여자고등보통학교에 입학해 1935년에 졸업했다.
아버지가 감리교 목사였기에 어릴 때부터 서양음악을 접할 수 있었다.
일본에 유학하여 1936년부터 1940년까지 무사시노 음악학교에서 성악을 공부하였다.김천애가 무사시노 음악학교를 졸업하고 귀국한 시기는 태평양 전쟁으로 예술 전분야에서 어용 전시회나 공연이 강제적으로 열리던 때였다.
1940년부터 평안북도선천군 보성여자학교 음악교원에 임용되었으나, 1941년 9월 음악연구를 계속하기 위해 보성여자학교를 사직했다.1941년 조선음악협회가 음악보국을 위한 음악회를 개최하였는데, 김천애는 이 음악회에 참가하였다. 또한 친일 음악단체인 경성후생실내악단이 김생려를 중심으로 1942년 결성되자 여기에 가입하여 전쟁 지원을 위한 지방 순회공연에 참여했다. 〈봉선화〉로 유명해진 김천애는 테너 이인범과 함께 경성후생실내악단의 성악 분야를 대표하는 인물이었다.
"울밑에 선 봉선화야 네 모습이 처량하다"라는 가사로 시작되는 홍난파 작곡의 〈봉선화〉를 불러 전국적인 명성을 얻게 되었다. 김천애와는 뗄 수 없는 관계인 가곡 〈봉선화〉에 대해서는 두 가지 상반된 시각이 있다. 일제강점기의 민족적 애환을 봉선화에 빗대어 표현해 국민적인 애창곡이 되었으며 일제에 의해 금지된 노래였다는 주장 과, 관제 음악회에서 군국가요와 함께 불렸던 이 노래가 항일 음악일 수 없다는 주장이다.
1943년 현제명이 대화숙 안에 경성음악연구원을 설치했을 때는 성악 분야 교수로 임용되었고, 징병제도 실시 축하행사에서 <애국의꽃> ,<출정항로>를 독창하였다.
1944년에 강원도의 생산현장을 방문해 위문공연을 펼쳤다.1945년 5월 군사상 보급과 육군 위문을 위해 중국 화복에 파견하는 후생악단 장행연주회에 출연하였다.
해방 후 1945년 2월 경성음악연구원이 경성음악학교로 개칭되면서 교수로 임용되었다.1950년 3월 <이승만대통령 제76회 탄생 경축식>행사에 참가해 <우리의 지도자>를 주제로 노래를 불렀다.
다음해인 1951년 3월에도 이승만 대통령의 제77회 생일 기념식에서도 축하 독창을 선보였다.숙명여자대학교 교수를거쳐 1962년 12월 음악대학 학장을 취임했고, 1972년 미국으로 이민을 떠나 그곳에서 사망했다. 독실한 개신교 신자로서 한국과 미국에서 교회음악 관련 활동을 평생 꾸준히 벌였다.
2008년 발표된 민족문제연구소의 친일인명사전 수록예정자 명단 음악 부문에 포함되었다. 음악 분야에 수록된 인물 가운데는 대중가요 가수인 장세정과 피아니스트 김원복, 그리고 김천애가 여성이다. 태평양 종전 당시 나이가 20대 중반에 불과하여, 전체 친일인명사전 수록 예정자들 중 가장 젊은 편에 속하기도 했다.

## 참고자료
- 기독교대한감리회, 한국감리교인물사전 - 김천애[깨진 링크(과거 내용 찾기)]
- 반민족문제연구소 (1993년 4월 1일). 〈홍난파 : 민족음악개량운동에서 친일음악운동으로 (노동은)〉. 《친일파 99인 3》. 서울: 돌베개. ISBN 978-89-7199-013-1.
- 반민족문제연구소 (1993년 4월 1일). 〈현제명 : 일제 말 친일음악계의 대부 (노동은)〉. 《친일파 99인 3》. 서울: 돌베개. ISBN 978-89-7199-013-1.
- 나신하 (2003년 5월 23일). “친일 음악의 실상(3)”. 한국방송. 2007년 9월 29일에 원본 문서에서 보존된 문서. 2008년 7월 1일에 확인함.
- 친일인명사전편찬위원회 (2009). 《친일인명사전》. 646~647쪽.